# Peumerit
Peumerit település Franciaországban, Finistère megyében. Lakosainak száma 903 fő (2022. január 1.). Peumerit Plogastel-Saint-Germain, Plonéour-Lanvern, Plovan és Tréogat községekkel határos.

## Népesség
A település népességének változása:
| Lakosok száma | 884  | 755  | 729  | 771  | 804  | 800  | 803  | 844  | 865  | 903  |
|               | 1968 | 1982 | 1990 | 2006 | 2013 | 2015 | 2017 | 2019 | 2020 | 2022 |